# Colonina
Genre
Synonymes
- Colobostyloides Bartsch, 1946
- Haitipoma Bartsch, 1946
- Hispanipoma Bartsch, 1946[1]

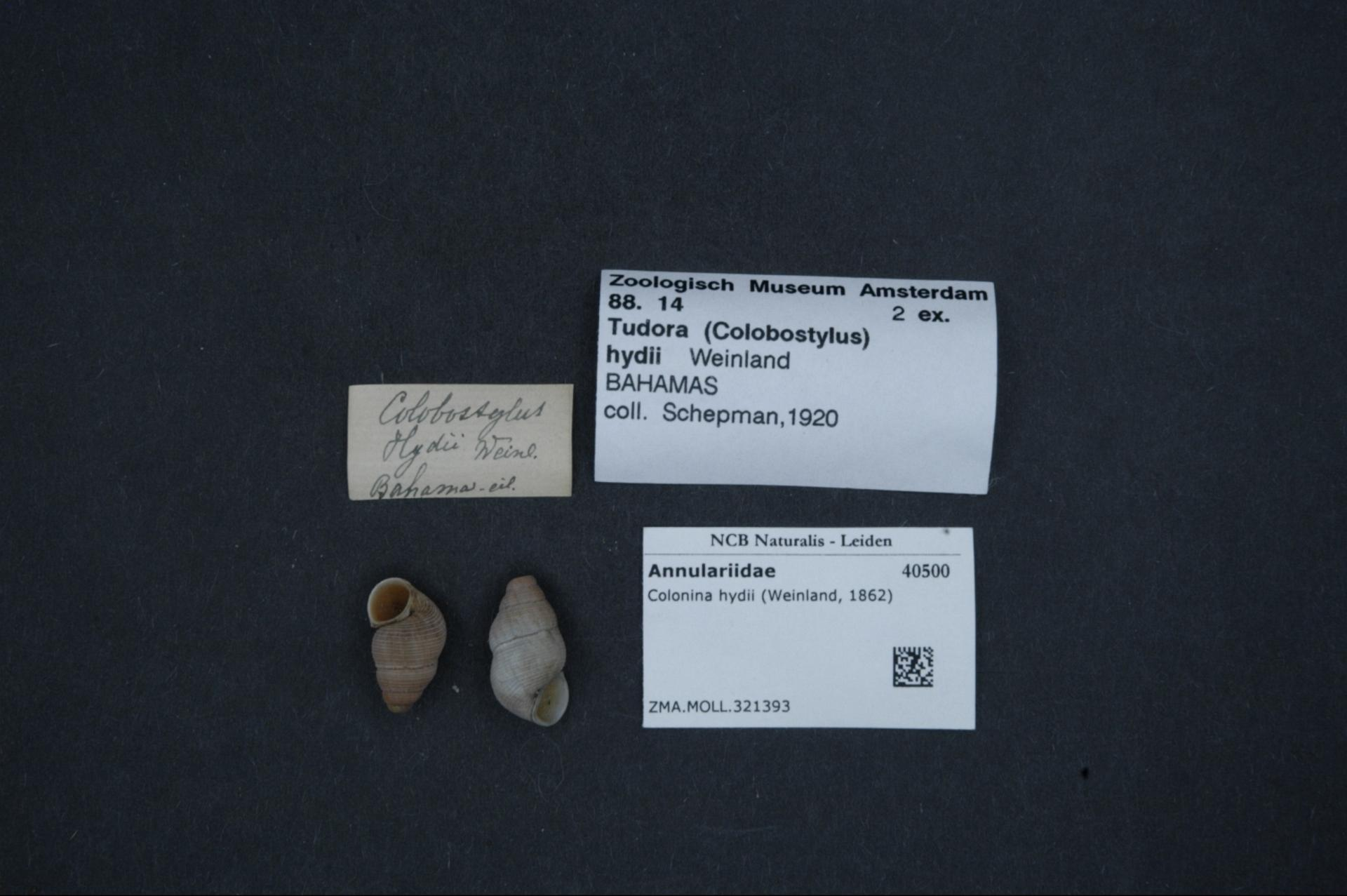
Colonina

Colonina est un genre de mollusques gastéropodes de la famille des Annulariidae. L'espèce-type est Colonina fortunensis.

## Liste d'espèces
Selon World Register of Marine Species (1 octobre 2017) :
- Colonina dominicensis (L. Pfeiffer, 1850)
- Colonina fortunensis Bartsch, 1946
- Colonina gerhardfellneri Watters & Frank-Fellner, 2017